# Старе Ґродзьке
Старе Ґродзьке (пол. Stare Grodzkie) — село в Польщі, у гміні Кулеше-Косьцельне Високомазовецького повіту Підляського воєводства.
Населення — 117 осіб (2011).
У 1975-1998 роках село належало до Ломжинського воєводства.

## Демографія
Демографічна структура станом на 31 березня 2011 року:
|          | Загалом | Допрацездатний вік | Працездатний вік | Постпрацездатний вік |
| -------- | ------- | ------------------ | ---------------- | -------------------- |
| Чоловіки | 52      | 12                 | 32               | 8                    |
| Жінки    | 65      | 16                 | 29               | 20                   |
| Разом    | 117     | 28                 | 61               | 28                   |